# Étienne Pernet
Étienne Pernet, né à Vellexon (Haute-Saône) le 23 juillet 1824, mort à Paris 15e le 3 avril 1899, est un prêtre catholique français, fondateur de la congrégation des Petites Sœurs de l'Assomption. Sa cause en béatification est introduite à Rome, l'Église catholique reconnaît l'héroïcité de ses vertus et il est déclaré vénérable par Jean-Paul II en 1983.

## Biographie
Claude-Étienne Pernet est d'origine franc-comtoise. Il naît à Vellexon dans la Haute-Saône le 23 juillet 1824, dans une famille modeste. Son père, Claude-Louis Pernet, est tour à tour maréchal-ferrant, manœuvre agricole, mineur ; sa mère est sage-femme. Son éducation scolaire est assurée par le prêtre du village. Il a quatorze ans lorsque son père meurt, et il devient alors chef de famille,.
Il désire devenir prêtre, et quitte son village pour étudier à l'école de Membrey. Il intègre ensuite le séminaire de Luxeuil en 1840, de Vesoul en 1842 pour la philosophie, de Besançon en 1843 pour la théologie. Il a alors 19 ans, mais prend peur devant l'enjeu du sacerdoce, et quitte le séminaire.
Étienne Permet devient ensuite précepteur en orphelinat, puis répétiteur auprès de familles aisées. Il part à Paris en 1849, pour y chercher un emploi plus stable. Il y prie chaque jour à Notre-Dame des Victoires. Une religieuse lui conseille d'aller rencontrer le père Emmanuel d'Alzon, qui a besoin de professeurs. Étienne Pernet enseigne alors au collège de Nîmes, puis devient un des premiers Assomptionnistes : il prononce ses vœux religieux le 25 décembre 1850, puis ses vœux perpétuels le 25 décembre 1851.
Il continue à enseigner puis est préfet dans divers collèges et en même temps se prépare au sacerdoce. Il est ordonné prêtre le 3 avril 1858, puis continue ses fonctions de préfet et d'enseignant.
Envoyé à Paris aider le Père Ricard, il se sent plus à l'aise dans son ministère sacerdotal qu'au collège. Il rencontre Marie Maire et Antoinette Fage en mai 1864 et forme le projet de créer une congrégation religieuse d'infirmières au service des pauvres, à domicile. Il s'installe successivement dans différents logements provisoires avant de les établir en avril 1870 dans le 15e arrondissement au 57 rue Violet, qui devient la maison-mère de la nouvelle congrégation des Petites Sœurs de l'Assomption. Les premières religieuses ont prononcé leurs vœux en 1866. Le but est de soigner gratuitement les malades à domicile.
Le père Pernet est appelé comme expert théologien au concile Vatican I. 
Pendant la guerre de 1870, il s'engage comme aumônier militaire. Pris à Metz pour un espion, il est arrêté par les Allemands. Une fois libéré, il part à Mayence avec les autres militaires français, puis revient à Paris.
Il y arrive en mars 1871 au début des événements de la Commune de Paris. Arrêté par les Communards, il échappe à l'exécution grâce à un ami qui le fait libérer. Il part pour Arras s'occuper d'un orphelinat. 
De retour à Paris après les événements, le père Pernet se consacre pleinement à sa fondation. Il multiplie la création d'autres établissements d'abord à Paris et en banlieue, puis en province avec Perpignan en 1878, et installe en juin 1880 un établissement en Angleterre, son premier établissement à l'étranger, à l'est de Londres.
Il installe une fondation aux États-Unis en 1891, puis une autre à Rome en 1896, et rencontre à cette occasion le pape Léon XIII en audience privée.
Le bref laudatif, première marque officielle d'approbation de son œuvre par Rome, est publié le 2 avril 1897.
Le P. Étienne Pernet meurt à Paris le 3 avril 1899. Il est inhumé dans la chapelle de la maison-mère, rue Violet.

## Béatification
Un procès diocésain est ouvert pour l'éventuelle béatification du P. Étienne Pernet. Le dossier étant positif, il est transmis à Rome où sa cause est introduite en 1931.
L'héroïcité des vertus du P. Étienne Pernet est reconnue par décret pontifical du 14 mai 1983 par Jean-Paul II, qui le reconnaît ainsi « vénérable »,.

## Hommage
- La place Étienne-Pernet porte son nom à Paris.